# Parrhesia
Parrhesia — пятый студийный альбом американской инструментальной прогрессив-метал-группы Animals as Leaders, выпущенный 25 марта 2022 года на лейбле Sumerian Records.

## Продвижение
2 сентября 2021 года вышел сингл «Monomyth». Он стал первым релизом группы с момента выхода предыдущего полноформатного альбома The Madness of Many. 19 ноября 2021 года вышел второй сингл «The Problem of Other Minds» и клип. Вместе с выпуском сингла группа анонсировала выход альбома, запланированный на 25 марта 2022 года. Третий сингл, «Gordian Naught», вышел 17 февраля 2022 года.
Альбом был выпущен 25 марта 2022 года на лейбле Sumerian Records. Вместе с выходом альбома группа также выпустила клип на песню «Micro-Aggressions».

## Список композиций
| №                   | Название                     | Длительность |
| ------------------- | ---------------------------- | ------------ |
| 1.                  | «Conflict Cartography»       | 5:00         |
| 2.                  | «Monomyth»                   | 3:26         |
| 3.                  | «Red Miso»                   | 4:31         |
| 4.                  | «Gestaltzerfall»             | 4:46         |
| 5.                  | «Asahi»                      | 1:51         |
| 6.                  | «The Problem of Other Minds» | 2:32         |
| 7.                  | «Thoughts and Prayers»       | 5:48         |
| 8.                  | «Micro-Aggressions»          | 4:10         |
| 9.                  | «Gordian Naught»             | 4:48         |
| Общая длительность: | Общая длительность:          | 36:56        |

## Участники записи
- Тосин Абаси — гитара
- Хавьер Рейес — гитара
- Мэтт Гарстка[англ.] — ударные